# Oberschweinbach
Oberschweinbach è un comune tedesco di 1 514 abitanti, situato nel land della Baviera.